# 凱聯大廈 (新加坡)
凱聯大廈（英語：International Plaza）是一棟位於新加坡市中心丹戎巴葛的商業與主宅混和高層建築物。目前大廈第15樓是馬爾他名譽領事館，第25樓是吐瓦魯名譽領事館。

## 歷史
1966年，新加坡建屋發展局市區重建部成立，目的是為新加坡中區的再開發提供更大地彈性和自主權。凱聯大廈開發案便是1969年市區重建部第3銷售地點計劃內容之一。為避免凱聯大廈的運作，建築施工時分三個階段進行。第一階段以商業與零售商場的7層樓高裙樓為主，第二階段是大樓辦公室樓層，第三階段為辦公室樓層以上的公寓住宅單位與空中別墅。
凱聯大廈建造費用總共耗費5280萬新加坡元，大廈於1976年6月7日完工，共50層樓。在1970年代時，將多個業務集成一個單一綜合開發項目的計畫，讓凱聯大廈成為當時新加坡先驅之一。
1985年，所有者對大廈進行小規模升級，包括內部改裝和添加外部玻璃牆，以達到所需熱傳導總值速率，這次改建費用共1500萬新加坡元。大廈立面外觀有著精心設計的LED外牆，這是新加坡政府的中心商業區建築照明計畫一部分。
大廈建築高度共190公尺高（623英尺），在1976年完工時是新加坡第三高摩天大樓；在當時只比華僑銀行大廈（197.7公尺；649英尺）與華聯城一座（201公尺；659英尺）略低一些些，並在當時是新加坡最高商業與住宅公寓混和摩天大廈，2008年，濱海舫（245公尺；804英尺）完工後，打破凱聯大廈1976年起新加坡最高商業與住宅公寓混和摩天大廈的紀錄。

## 設施與建築
凱聯大廈由Ang Kheng Leng建築師事務所設計，大廈內將公寓、體育設施、辦公室和零售商場整合在同一棟建築內，體現了人在城市金融中的生活與工作的概念。該建築的設計設置具有多功能設施垂直堆疊在同一大廈內，展現其工作與生活的平衡概念，最終實現能在市中心公寓大廈自給自足的目標，而凱聯大廈是迄今為止最成功的項目之一。
大廈建築面積6,976平方公尺（75,090平方英尺），於俊源街（Choon Guan Street）與安順路（Anson Road）路口，共50樓，由商業辦公室與公寓住宅的建築主體與7層樓高的三角形裙樓組成，裙樓內設有商場與立體停車場，建築主體為43層，為八角形結構。建築總面積為137,930平方公尺（1,484,700平方英尺），建築內有兩個大中庭。大廈內設有中央空調系統，另有20座高速電梯與4座電扶梯。
大廈第1樓到第3樓共有270個商店，第4樓到第8樓為公共停車場。每個停車格都配有升降系統，然而在當時卻造成尖峰時刻易出現停車場內交通堵塞的狀況，該狀況直到1985年大廈改建時，升降系統升級後才改善。
大廈第9樓到第35樓共有388個辦公室單位，第36樓有游泳池、健身房等複合休閒活動設施。第37樓到第50樓為公寓單位，內有單居室、兩居室、三居室等公寓單位，頂樓空中別墅則為四房單位。頂樓則有空中花園，提供城市與居民美麗的景色。